# 김정애 (성우)
김정애(1957년 7월 3일 ~ )는 대한민국의 성우이다. 1977년 KBS 15기 공채 성우로 데뷔하였다.

## 출연작
※전체 출연작은 외부 링크를 참조

### 애니메이션(KBS)
- 개구쟁이 스머프 (KBS) - 스머펫 / 편리
- 검정고무신 (KBS) - 다혜 / 안나
- 꼬비꼬비 (KBS) - 꼬비
- 미래소년 코난 (KBS) - 라나
- 보리와 짜구 (KBS) - 파닥이
- 뾰로롱 꼬마마녀 (KBS) - 민트
- 신밧드의 모험 (KBS) - 신밧드
- 영광의 레이서 (KBS) - 미키
- 영심이 (KBS) - 우동탁 / 하나
- 요리왕 비룡 (KBS) - 소호 / 전진/ 소추 / 채린
- 우정의 그라운드 (KBS) - 카나
- 쥐라기 월드컵 (KBS) - 돌발이
- 디지몬 테이머즈 (KBS) - 곽소룡, 마쿠라몬
- 천방지축 하니 (KBS) - 설복희 (하니 엄마) / 유미 (주인집 딸)
- 천사소녀 네티 (KBS) - 리나 / 마리오 / 래시
- 황금로봇 골드런 (KBS) - 팽이
- 삐까뽀 친구들 (KBS) - 똘이
- 환상마을 토포토포 (KBS) - 송송이
- 쥬만지 (KBS) - 노라 셰퍼드
- 모래요정 바람돌이 (KBS) - 바람숙이
- 마스크맨 (KBS) - 퀸마마 / 여학생 / 뚱뚱한 아줌마 / W맨
- 마하특급 델타트레인 (KBS) - 웨스터
- 앨리스 SOS (KBS)
- 바다소년 트리톤 (KBS) - 핀
- 요술곰의 모험나라 (KBS) - 써니
- 슈퍼소년 마이티 맥스 (KBS)
- 햇살나무 (KBS) - 미래
- 공룡, 타임머신을 타다 (KBS) - 루이
- 집없는 소년 (KBS) - 아더
- 화성특공대 (KBS)
- 은비 까비의 옛날 옛적에 (KBS) - 옆집 아줌마
- 거멍숲을 지켜라! 버디프렌즈 (KBS) - 담담

### 애니메이션(대원방송)
- 강철의 연금술사 (애니원) - 피나코 록벨 / 니나 터커 / 카얄 / 패니냐
- 강철의 연금술사 극장판 (애니원) - 피나코 록벨
- 골프천재 탄도 (챔프) - 독고 탄
- 슈퍼로봇대전 OVA (애니박스) - 엑셀렌
- 엑스 드라이버 OVA (애니박스) - 소이치 / 어린 아이2
- 용자왕 가오가이가 FINAL (애니박스) - 라티오 / 로제 아프로바르
- 건담 0080 주머니 속 전쟁 OVA (애니박스) - 텔
- 다카하시 루미코 극장 - 인어의 숲 (애니원) - 나나오

### 애니메이션(타방송사)
- 달려라! 부메랑 (SBS)
- 마법기사 레이어스 (SBS) - 노바 / 타타
- 스피드왕 번개 (SBS) - 우공명
- 사무라이 디퍼 쿄우 (XTM) - 사스케 / 미카
- 메조 (XTM) - 강해빈 / 이지현
- 아틀란티스: 잃어버린 제국 - 키다
- 우리는 챔피언 우리는 챔피언 WGP(SBS) - 남궁호
- 은하수비대 (SBS)
- 포켓몬스터 (SBS) - 훈이 / 토게피
- 짱구는 못말려 (VHS) - 유리 / 짱구 꿈 속 동료 / 아빠 회사 여직원 / 누나
- 짱구는 못말려 (SBS) - 철수 / 차은주 / 이슬 / 지혜 / 미숙 / 민선 / 결혼축하노래 / 동네 누나(지나가던 사람) / 백화점 직원1 / 간호사 / 영희 누나 / 라면집 배달원 / 매점 직원 / 회사 안내원 / 여자 / 예쁜누나 / 남자아이의 엄마 / 훈이엄마 / 장미반 남자아이 / 미장원 종업원3 / 안내방송 / 유치원 부원장 선생님 / 옛날 짱구네 이웃 아줌마 / 영란 아줌마 / 무궁화호 식당차 종업원 / 미미(가짜) / 유리엄마 / 붉은전갈단 대장 / 치타 / 계장 / 아이 / 옆집 아주머니 / 편의점 누나
- 드래곤볼 Z (비디오) - 손오반
- 피구왕 통키 (SBS) - 통키
- 왕부리 팅코 (SBS) - 뚜바
- 무지개 요정 큐티하니 (SBS)
- 큐비즈 (재능TV) - 티지
- 듀얼 마스터즈 (SBS) - 남궁승리
- 틴 타이탄 (SBS, 카툰네트워크) - 비스트보이
- 요술공주 밍키 (SBS) - 휘너리너스의 밍키 / 해설
- 개구쟁이 형제 픽스와 팍시 (EBS) - 팍시
- 리틀 피플 (EBS) - 초롱이
- 우주소녀 푸르나와 바다탐험대 (EBS) - 푸르나
- 윔지네 가족 (EBS) - 조우너스
- 이누크 (EBS) - 이누크
- 투모야 친구들 (EBS) - 테키
- 티모시네 유치원 - 티모시

### 외화 더빙
- 리치 리치(넷플릭스) - 머리(조슈아 칼론)
- 슈퍼소년 앤드류(KBS)
- ER(KBS)
- 아카풀코 해변수사대(SBS) - 캣(앨리슨 아미타지)
- 아빠, 뭐하세요?(KBS)
- 천사들의 합창(KBS) - 시릴로 / 바렐리아
- 초성신 그란 세이저(챔프)
- 제너레이션 워(CNTV)

### 영화 더빙(KBS)
- 그림 형제: 마르바덴 숲의 전설(KBS) - 어린 윌(페트르 라티멕) / 샤샤(로라 그린우드)
- 신의 손(KBS) - 메리 블레이락(카이라 세드윅)
- 굿모닝 베트남(KBS) - 트링 (친타라 수카파타나) 역
- 나홀로 집에(KBS) - 리니 맥칼리스트(안젤라 고덜즈) 역
- 스피드 2(KBS) - 루비(패트리카 다보) / 섬 마을의 남자 아이(알렉산더 더본트)
- 아빠수업(KBS) - 벤 역
- 춤추는 대수사선 THE MOVIE(KBS) - 카시와기 유키노(미즈노 미키) 역
- 플루토에서 아침을(KBS) - 캐롤린(샬린 맥케나)
- 양가휘의 굿바이 차이나(KBS) - 단단 역
- 사랑의 이중주(KBS) - 조던 역
- 제너럴(KBS) - 티나 (안젤린 볼) 역
- 스튜어트 리틀(KBS)
- 금지옥엽(KBS)
- 러브 스파이(KBS) - 다비데 역
- 마빈스 룸(KBS) - 찰스(할 스카르디노)
- 사막의 보석(KBS) - 오스카 (카베 포우르) 역
- 뮤직 오브 하트(KBS) - 나임 (저스틴 스폴딩) 역
- 사이더 하우스(KBS) - 컬리(스펜서 다이아몬드) 역
- 바이 바이 러브(KBS) - 멕 (앰버 벤슨) 역
- 속 프로젝트 A(KBS) - 산산(장만옥)
- 톰과 허크(KBS) - 톰 소여 역
- 차스키 차스키(KBS) - 차스키 역
- 어느 이혼녀의 고백(KBS)
- 제로 톨러런스(KBS) - 니나 (한나 알스터런드) 역
- 네모 선장과 여인들(KBS)- 엘레나(베스 로간)
- 사랑은 소리높이(KBS) - 브레들릭(마크 힐드레스)
- 애니 홀(KBS) - 로빈(자넷 마골린)
- 소공녀(KBS) - 세라(셜리 템플)
- 사랑의 빛(KBS) - 브루스(크리스찬 제이콥스)
- 플루토에서 아침을(KBS) - 로렌스(세뮤얼 라일리)
- 꾸러기 전쟁(KBS) - 쟝(올리비에 모네트) / 친구(마티유 사바드)

### 영화 더빙(SBS)
- 코쿤(SBS) - 데이비드 역
- 스페이스 잼(SBS) - 대피 덕(디 브래들리 베이커) / 조던의 아들 / 보모
- 아메리칸 뷰티(SBS) - 고객(리사 클라우드)
- 슈팅 라이크 베컴(SBS) - 제스 (파민더 나그라) 역
- 베이사이드의 얄개들(SBS) - 리사 역
- 7일간의 사랑(SBS) - 제시카 역
- 킴 베신저의 쿨 월드(SBS) - 제니퍼 역
- 현 위의 인생(SBS) - 란시 역
- 의적 실버브레이드(SBS) - 바바라(에마 샘스)

### 어린이 프로그램
- 맹꽁서당 (KBS)
- 동화나라 꿈동산 (KBS)
- 혼자서도 잘해요 (KBS)

### 드라마 출연
- 짝패 (MBC)
- 야인시대 (SBS) - 식당 주인 역
- 세 친구 (MBC)
- 남자 셋 여자 셋 (MBC)

### 방송(KBS)
- 세상체험 아빠와 함께 (KBS2)
- 도전! 골든벨 특집편 (KBS1,KBS2) 종영
- 긴급구조 119 (KBS2)
- 6시 내고향 (KBS1)
- 여유만만 (KBS2) 종영

### 방송(타방송사)
- 생방송 투데이 (SBS)
- 포토에세이 골목 (부산MBC)
- 신년특집 대재앙 일본쓰나미 그 이후 기타로 희망을 타자 (부산MBC)
- 시장에 가자! (CJB)
- 퀴즈쇼 곱하기 9 (SBS)
- 건강클리닉 (KBC)
- 모여라 딩동댕 (EBS)
- 다문화 고부 열전 (EBS1) - 해설

### 특수촬영
- 외계에서 온 우뢰매 2 - 보미(우윤아)
- 외계에서 온 우뢰매 전격 쓰리 작전 - 데일리(천은경)

### 기타
- 선생 김봉두 - 날씨 아나운서 목소리
- 장나라의 팡팡 동요나라(VHS) - 또야